# Katherine Salosny
Katherine Estrella Salosny Reyes (Santiago, 8 de abril de 1964) es una actriz y presentadora de televisión chilena, famosa por sus papeles en telenovelas como Borrón y cuenta nueva y Aquelarre. También fue presentadora del matinal Mucho gusto del canal Mega, tuvo su programa late No culpes a la noche en Televisión Nacional de Chile. Actualmente se dedica a restaurante ubicado en Tunquén.

## Primeros años de vida
Vivió de pequeña con su madre en Mendoza; volvió a Chile en su adolescencia. Estudió parte de la Educación Básica y Media en el colegio Redland School.

## Presentadora de televisión

### Inicios y década de 1990
En 1984 se desempeñaba como promotora de supermercado, cuando en septiembre de fue elegida en un casting como rostro de la campaña «Desafío Pepsi». Tras su debut publicitario, en marzo de 1985 fue contratada por Universidad de Chile Televisión (Canal 11, actual Chilevisión), donde tuvo su estreno televisivo en el programa Extra mujeres, en el que tenía una sección juvenil.
El espacio de Salosny tuvo tal éxito, que generó un nuevo programa, Extra jóvenes, del cual fue la única presentadora hasta 1990, cuando se uniría como coanimador Felipe Camiroaga. Por esos años fue partícipe de la campaña para el plebiscito de 1988, apoyando la opción «Sí» que apostaba por mantener al general Augusto Pinochet en el poder hasta 1997, apareciendo en el capítulo de la franja electoral correspondiente al 26 de septiembre. En 2018 aseguró estar arrepentida de participar en dicha franja. Tras abandonar Extra jóvenes en 1991, emigró a TVN, donde la principal apuesta sería Ene TV y una que otra participación en otros programas de la misma estación televisiva.
Debido a que en 1993 ya no había proyectos para ella, decidió retornar a Chilevisión para realizar un matinal en la compañía de Juan Guillermo Vivado y el actor Felipe Izquierdo y, a su vez, encargándose del estelar llamado El baile. Nuevamente los índices de audiencia no acompañaron a estos dos programas y Katherine Salosny desapareció hasta 1998 de la televisión chilena, regresando posteriormente en 1998 al Canal 2 Rock & Pop para hacer uno de los primeros docureality chilenos llamado Taxi.
En 1999 volvió a aparecer en una franja política para las elecciones presidenciales que definirían al próximo presidente que duraría desde 2000 a 2006. Sin embargo, esta vez apoyó al candidato Ricardo Lagos de la Concertación de Partidos por la Democracia, de centro izquierda.

### Vuelta a TVN
En 2007, regresó a los medios como panelista del matinal Buenos días a todos de TVN, con una sección de archivos de la televisión y, por su buena acogida, fue contratada para presentar el programa Pasiones durante febrero de 2008, durante las vacaciones de Bárbara Rebolledo.
En 2009, debutó con un programa vespertino llamado Digan lo que digan junto a la reconocida psicóloga Pilar Sordo, el cual no gozó de buena sintonía por lo que rápidamente fue cancelado. A fines de ese año, quedó a cargo de la conducción del reality show Pelotón ante la salida de Karen Doggenweiler, pero duró solo unos pocos días puesto que Tonka Tomicic abandonó Buenos días a todos para irse a Canal 13; debido a la experiencia de Salosny reemplazándola en ocasiones anteriores, quedó como presentadora oficial del matinal junto a Felipe Camiroaga.
A fines de 2010, Salosny tuvo una polémica salida del matinal, ya que los ejecutivos del canal decidieron sacarla de pantalla y reemplazarla por la modelo Carolina de Moras, lo que generó el disgusto del público e incluso de los propios rostros del programa como Raquel Argandoña.[cita requerida]
Una de las producciones más destacadas de Salosny ha sido el docurreality Ésta es mi familia.[cita requerida] Además, condujo el estelar Fruto prohibido junto al periodista Ignacio Franzani. Durante el primer trimestre de 2013, condujo Perdidos en la tribu y, una vez finalizada su emisión, decidió poner término anticipado a su contrato con TVN, para firmar contrato con Mega por tres años y así ser la nueva animadora del matinal de esa estación. 

### Mucho gustoy la consagración
El 2 de mayo de 2013 se incorporó al matinal Mucho gusto  de Mega como su nueva presentadora, encabezando junto a Luis Jara una etapa en que tanto el canal como el programa se convirtieron en líderes de sintonía. En 2015 fue candidata a Reina del Festival de Viña del Mar, presentándose como la primera candidata a reina en la historia del festival con canción propia, llamada Mi Reina una cumbia del grupo chileno La Mecha. Ese mismo año ganó un Premio Energía de mujer en la categoría Mejor conductora de televisión.
En febrero de 2018 se anunció que su contrato con Mega no sería renovado, y ese mismo mes dejó Mucho gusto.

### Incursión en el formato late show
A mediados de abril de 2018, Salosny retorna a Televisión Nacional de Chile por cuarta vez en su carrera televisiva. En esta ocasión, la conductora se une a la señal estatal para liderar el horario de trasnoche, en una franja horaria que comenzó a reflotar a inicios de ese año con distintos talk show en los otros canales de televisión. Así, Salosny se convierte en la presentadora de No culpes a la noche, late show estrenado el 14 de mayo, y que va de lunes a viernes cerca de las 0:00 horas.

## Carrera actoral
En el mundo teatral, ingresó a la academia de Fernando González para estudiar y comenzar su carrera de actriz, destacándose sus apariciones en las teleseries de TVN, como Borrón y cuenta nueva, Santo ladrón y Aquelarre, además de algunas series nacionales de diversos directores como La vida es una lotería y Cuentos de mujeres.
En 2011, se estrenó su obra teatral Contracciones.

## Filmografía

### Programas de televisión
| Año       | Programa                                                   | Rol                       | Canal       |
| --------- | ---------------------------------------------------------- | ------------------------- | ----------- |
| 1986      | Extra mujeres                                              | Copresentadora            | Chilevisión |
| 1986-1991 | Extra jóvenes                                              | Conductora                | Chilevisión |
| 1991-1992 | Ene TV                                                     | Conductora                | TVN         |
| 1993      | Aquí Hotel O'Higgins                                       | Conductora                | TVN         |
| 1993      | XXXIV Festival Internacional de la Canción de Viña del Mar | Jueza                     | TVN         |
| 1993      | Usted decide                                               | Conductora                | TVN         |
| 1993      | Siempre lunes                                              | Participación especial    | TVN         |
| 1994-1995 | La mañana diferente                                        | Conductora                | Chilevisión |
| 1994-1995 | El baile                                                   | Conductora                | Chilevisión |
| 1998-1999 | Taxi                                                       | Conductora                | Rock & Pop  |
| 2002-2003 | El arca de Noé                                             | Conductora                | Canal 13    |
| 2007      | Buenos días a todos                                        | Panelista                 | TVN         |
| 2008      | Pasiones                                                   | Conductora (reemplazante) | TVN         |
| 2009-2010 | Buenos días a todos                                        | Conductora                | TVN         |
| 2009      | Digan lo que digan                                         | Conductora                | TVN         |
| 2009      | Pelotón III                                                | Presentadora              | TVN         |
| 2010      | Pelotón IV                                                 | Presentadora              | TVN         |
| 2010      | Chile ayuda a Chile                                        | Telefonista               | Anatel      |
| 2010-2011 | Esta es mi familia                                         | Conductora                | TVN         |
| 2011-2012 | Fruto prohibido                                            | Conductora                | TVN         |
| 2013      | Perdidos en la tribu                                       | Conductora                | TVN         |
| 2013-2018 | Mucho gusto                                                | Conductora                | Mega        |
| 2018-2019 | No culpes a la noche                                       | Conductora                | TVN         |
| 2020-2021 | Hablemos de Chile                                          | Conductora                | Telecanal   |
| 2021-2022 | Emprende KS                                                | Conductora                | TV+         |

### Telenovelas
| Año       | Teleserie             | Rol              | Canal    |
| --------- | --------------------- | ---------------- | -------- |
| 1998      | Borrón y cuenta nueva | Valentina Costa  | TVN      |
| 1999      | Aquelarre             | Lorena Meneses   | TVN      |
| 2000      | Santo ladrón          | Marlene Mardónez | TVN      |
| 2002      | Buen partido          | Silvia Salas     | Canal 13 |
| 2009-2010 | Los ángeles de Estela | Ella misma       | TVN      |

### Series y telefilmes
| Año       | Serie                   | Rol                      | Canal |
| --------- | ----------------------- | ------------------------ | ----- |
| 1998      | Mi abuelo, mi nana y yo | Sussy                    | TVN   |
| 2003      | Cuentos de mujeres      | Beatriz                  | TVN   |
| 2003-2004 | La vida es una lotería  | Hermana de Marina/Gloria | TVN   |

## Premios
| Año  | Premio         | Categoría                     |
| ---- | -------------- | ----------------------------- |
| 2010 | Copihue de Oro | Mejor Animadora de Televisión |
| 2014 | Copihue de Oro | Mejor Animadora de Televisión |